# Legem brevem esse oportet, quo facilius ab imperitis teneаtur
Legem brevem esse oportet, quo facilius ab imperitis tenеаtur (лат. изговор: легем бревем ессе опортет, кво фацилијус аб империтис тенеатур). Закон треба да буде кратак да би га лакше неуки схватили.( Сенека)

## Поријекло изреке
Ову изреку је изрекао почетком нове ере познати римски књижевник и филозоф Сенека.

## Тумачење
Текст закона треба да је кратак и прецизан. Тако ће га лакше разумијети и они који нису нарочито образовани, а и они који нису ни правници.